# ツール・ド・フランス1968
| 第55回 ツール・ド・フランス 1968 | 第55回 ツール・ド・フランス 1968          |
| -------------------------------- | ----------------------------------------- |
| 全行程                           | 22区間, 4685 km                           |
| 総合優勝                         | ヤン・ヤンセン 133時間49分42秒            |
| 2位                              | ヘルマン・バンスプリンゲル +38秒          |
| 3位                              | フェルディナント・ブラッケ +3分03秒       |
| 4位                              | グレゴリオ・サンミゲル +3分17秒           |
| 5位                              | ロジェ・パンジョン +3分29秒               |
| ポイント賞                       | フランコ・ビトッシ 241 ポイント           |
| 2位                              | ウォルテール・ゴーダフロート 219 ポイント |
| 3位                              | ヤン・ヤンセン 200 ポイント               |
| 山岳賞                           | オレリオ・ゴンザレス 96 ポイント          |
| 2位                              | フランコ・ビトッシ 84 ポイント            |
| 3位                              | フリオ・ヒメネス 72 ポイント              |

ツール・ド・フランス1968は、ツール・ド・フランスとしては55回目の大会。1968年6月27日から7月21日まで、全22ステージで行われた。なお今大会まで各チームの構成は国・地域別であった。

## レース概要
ベルギーのジョルジュ・バンデンベルへが頑張り、平坦区間の第5ステージでマイヨを奪取すると、ピレネー超えステージでも踏ん張って総合首位をキープしていた。しかし徐々にマイヨを維持する力はなくなってきていた。第16ステージは山下りの区間であったが、バンデンベルへは大きく遅れ、この区間でマイヨを奪取することになるロルフ・ウォルショールに遅れること4分25秒差の12位と大きく後退してしまう。
第17ステージからはアルプス超え区間となったが、ここでも傑出した力を発揮する選手が不在で、総合争いは大混沌。そんな中、アルプスステージにおいては常に上位に入線していたヘルマン・バンスプリンゲルがマイヨ奪回に成功していた。しかしアルプス超え最終の第20ステージを終えて総合2位のグレゴリオ・サンミゲルが12秒差、同3位のヤン・ヤンセンが16秒差、同4位のフランコ・ビトッシが59秒差で続き、総合9位の昨年の総合優勝者・ロジェ・パンジョンまでが2分差台で続く展開となっていた。
そして最後の勝負はとうとう最終ステージの個人タイムトライアルまで持ち越され、実質このステージを制したものが総合優勝を果たすという展開となった。そんな中、ヤンセンがバンスプリンゲルに対して54秒の差をつけることになる。総合ではバンスプリンゲルに38秒の差をつけ逆転で劇的な総合優勝を飾る。またヤンセンはオランダ人として初のツール・ド・フランス総合優勝者の座に就いた。

## 国・地域別対抗戦廃止の理由
国・地域別対抗戦にしたほうがファンの興味を膨らませるという理由により、1967年より実施されたものの、選手たちは日ごろ、所属チーム単位でレースを行っていることから、チームプレーという点において不徹底な点が否めなかった。またこの年のジロ・デ・イタリアを制したエディ・メルクスが本人は出場を希望していたものの、ベルギーチーム内の事情により出場できなかったという点についても起因している。結局、翌年からはスポンサーチーム別対抗戦に戻されることになった。

## 総合成績
| 順位 | 選手名                     | 国籍     | 時間            |
| ---- | -------------------------- | -------- | --------------- |
| 1    | ヤン・ヤンセン             | オランダ | 133時間49分42秒 |
| 2    | ヘルマン・バンスプリンゲル | ベルギー | 38"             |
| 3    | フェルディナント・ブラッケ | ベルギー | 3' 03"          |
| 4    | グレゴリオ・サンミゲル     | スペイン | 3' 17"          |
| 5    | ロジェ・パンジョン         | フランス | 3' 29"          |
| 6    | ロルフ・ウォルフショール   | 西ドイツ | 3' 46"          |
| 7    | ルシアン・エマール         | フランス | 4' 44"          |
| 8    | フランコ・ビトッシ         | イタリア | 4' 59"          |
| 9    | アンドレス・ガンダリアス   | スペイン | 5' 05"          |
| 10   | ウーゴ・コロンボ           | イタリア | 7' 55"          |

### マイヨ・ジョーヌ保持者
| 選手名                     | 国籍     | 首位区間                    |
| -------------------------- | -------- | --------------------------- |
| シャーリー・グロスコス     | フランス | 第1(a)-第2                  |
| ヘルマン・バンスプリンゲル | ベルギー | 第3(a)-第3(b)、第19-第22(a) |
| ジャンピエール・ジェネ     | フランス | 第4                         |
| ジョルジュ・バンデンベルへ | ベルギー | 第5(a)-第15                 |
| ロルフ・ウォルフショール   | 西ドイツ | 第16-第17                   |
| グレゴリオ・サンミゲル     | スペイン | 第18                        |
| ヤン・ヤンセン             | オランダ | 第22(b)＝最終               |